# Ingham (Suffolk)
Ingham is een civil parish in het bestuurlijke gebied St. Edmundsbury, in het Engelse graafschap Suffolk met 419 inwoners.